# Claus Juell
Claus Ludvig Juell  (Moss, Østfold, 5 de febrer de 1902 - Moss, Østfold, 19 de desembre de 1979) va ser un regatista noruec que va competir a començaments del segle xx.
El 1920 va prendre part en els Jocs Olímpics d'Anvers, on va guanyar la medalla d'or en els 10 metres (1907 rating) del programa de vela, a bord de l'Eleda.